# Femke Herregraven
Femke Herregraven (1982, Nijmegen, Nederland) is een Nederlandse kunstenaar wonend en werkend in Amsterdam.

## Opleiding en werk
Herregraven is kunstenaar en onderzoekt in haar werk de relatie tussen natuur, economische systemen en de beleving van de mens. Ze is vooral geïnteresseerd in de machtsstructuren en relaties tussen financiële markten, internationale wetgeving, geopolitieke verhoudingen, ethiek en wereldwijde klimaatverandering.
Ze is alumnus van de Rijksakademie van beeldende kunsten in Amsterdam (2017–2018) en behaalde in 2024 de Creator Doctus-titel aan het Sandberg Instituut .
Ze maakte deel uit van On-Trade-Off: een transnationaal kunstenaarsproject (2018–2024) over de lithiumwinning in de DRC. Jarenlang onderzoek naar financiele markten ging vooraf aan Diving Reflex (2019). Dit werk was in 2019 te zien in het Stedelijk museum Amsterdam omdat Herrengraven was genomineerd door de Prix de Rome. . In 2023 ontving ze de Events Arts als erkenning voor haar onderzoek als kunstenaar naar de sociale en koloniale implicaties van nieuwe technologieën en AI .In 2025 ontving ze de Theodora Niemeijer Prijs, een prijs ter waarde van € 100.000. Een kwart van het bedrag is bedoeld voor de aankoop van een werk van de winnaar door een Nederlands museum, in dit geval het Stedelijk Museum Amsterdam dat Herregraven voordroeg 

## Tentoonstellingen
| Plaats                    | Jaar |
| ------------------------- | ---- |
| Westfalischer Kunstverein | 2018 |
| Future Gallery, Berlijn   | 2019 |
| RADIUS, Delft             | 2024 |

| Plaats                             | Jaar |
| ---------------------------------- | ---- |
| Centre Pompidou, Parijs            | 2015 |
| Zwitsers Instituut, Milaan         | 2015 |
| CCS Bard – Hesselmuseum            | 2016 |
| Nam June Paik Kunstcentrum         | 2018 |
| Kunsthal van Tallinn               | 2018 |
| Biënnale van Riga                  | 2018 |
| Westfalischer Kunstverein          | 2018 |
| Triënnale 6 van Guangzhou          | 2019 |
| Stedelijk Museum Amsterdam         | 2019 |
| Gropius Bau                        | 2020 |
| 12e Biënnale van Taipei            | 2021 |
| 13e Gwangju Biënnale               | 2021 |
| Talbot Rijstgalerij                | 2021 |
| Kunstverein in Hamburg             | 2021 |
| Art Encounters Biënnale, Timișoara | 2021 |
| Centre Pompidou-Metz               | 2021 |
| Nottingham Contemporary            | 2021 |
| BAK                                | 2021 |
| Z33                                | 2022 |
| Lubumbashi Biënnale                | 2022 |
| Reina Sofia                        | 2023 |
| 12e Seoul Mediacity Biënnale       | 2023 |
| Kunsthall Trondheim                | 2023 |

## Prijzen
| Jaar | Prijs                                            |
| ---- | ------------------------------------------------ |
| 2019 | Genomineerd voor de Prix de Rome Beeldende Kunst |
| 2023 | Events Arts                                      |
| 2025 | Theodora Niemeijer Prijs                         |